# Pesca em Angola
Pesca em Angola é realizada principalmente por frotas estrangeiras. Algumas estrangeiras, as frotas de pesca que operam em águas de Angola foram exigidas pelo governo para a terra uma parte da sua captura em portos de Angola para aumentar a oferta local de peixe. Acordos de pesca desta espécie foram alcançadas com vários países, incluindo Espanha, Japão e Itália.

## História

### Angola Portuguesa
O sector das Pescas em Angola, foi pujante em Angola antes da independência de Portugal em 1975. No início da década de 1970, existiam cerca de 700 barcos de pesca e a captura anual foi de mais de 300.000 toneladas. Incluindo a captura de embarcações estrangeiras, as frotas de pesca nas águas de Angola portuguesa, estima-se que tenham atingido mais de 1 milhão de toneladas po ano. Moçâmedes no Namibe, juntamente com Luanda, Benguela e Lobito foram os principais portos de pesca.

### A independência e o período da guerra civil
Após a independência, e no final da década de 1980, em Angola a indústria de pesca tinha caído, em resultado da saída de pescadores e armadores portugueses, assim como de industriais deste sector. Após o golpe militar de abril de 1974, em Lisboa, a situação política em Angola deteriorou-se e com a independência de Angola, muitos barcos de pesca partiram para Portugal. Em 1986, apenas 70 de 143 barcos de pesca em Moçâmedes subsistiam, um porto responsável por dois terços antes da independência. Além disso, a maioria das fábricas de processamento estavam com necessidade de reparação. Em 1986, Angola tinha já uma oferta insuficiente para o seu próprio mercado em termos de farinha de peixe.
Algumas frotas de pesca estrangeiras continuaram a operar em águas de Angola. O governo passou a exigir que parte da captura fosse deixada em portos de Angola para aumentar a oferta local de peixe. Acordos de pesca deste tipo foram alcançados com a União Soviética, que operou o maior número de barcos em águas de Angola, assim como com a Espanha, o Japãoe a Itália. A Espanha concordou em ajudar a reabilitar em Angolana a indústria de pesca em troca de direitos de pesca. Em outros casos, o governo permitiu frotas estrangeiras para exportar toda a sua captura em troca de taxas de licença.
Em meados da década de 1980, o governo começou a reabilitar a indústria de pesca, especialmente nas províncias do Namibe e Benguela. A primeira prioridade foi para substituir e reparar o equipamento envelhecido. Para cumprir esse objetivo, o governo recebeu uma quantidade significativa de ajuda externa. Em 1987, a CEE, anunciou planos para fornecer fundos para ajudar a reconstruir estaleiros e dois de fábrica de conservas em Tômbua. A Espanha vendeu a Angola trinta e sete barcos pelo valor de US$70 milhões, e quatorze barcos de pesca modernos que estavam em Itália.

### Depois de 2002
A partir de 2002 em diante, com o fim da Guerra Civil Angolana, aumento de segurança e o crescimento de receita do estado com o petróleo, diamantes e outros recursos naturais exploração, Angola iniciou um período de reconstrução e desenvolvimento económico. O sector das pescas foi gradualmente ampliado e modernizado e o alargamento de uma recém-criada classe média na cidade capital, Luanda, aumentou o consumo de peixe no país.